# Diócesis de Amberes
La diócesis de Amberes (en latín: Dioecesis Antverpiensis, en francés: Diocèse d'Anvers y en neerlandés: Bisdom Antwerpen) es una circunscripción eclesiástica de la Iglesia católica en Bélgica. Se trata de una diócesis latina, sufragánea de la arquidiócesis de Malinas-Bruselas. Desde el 28 de octubre de 2008 su obispo es Johan Jozef Bonny.

## Territorio y organización

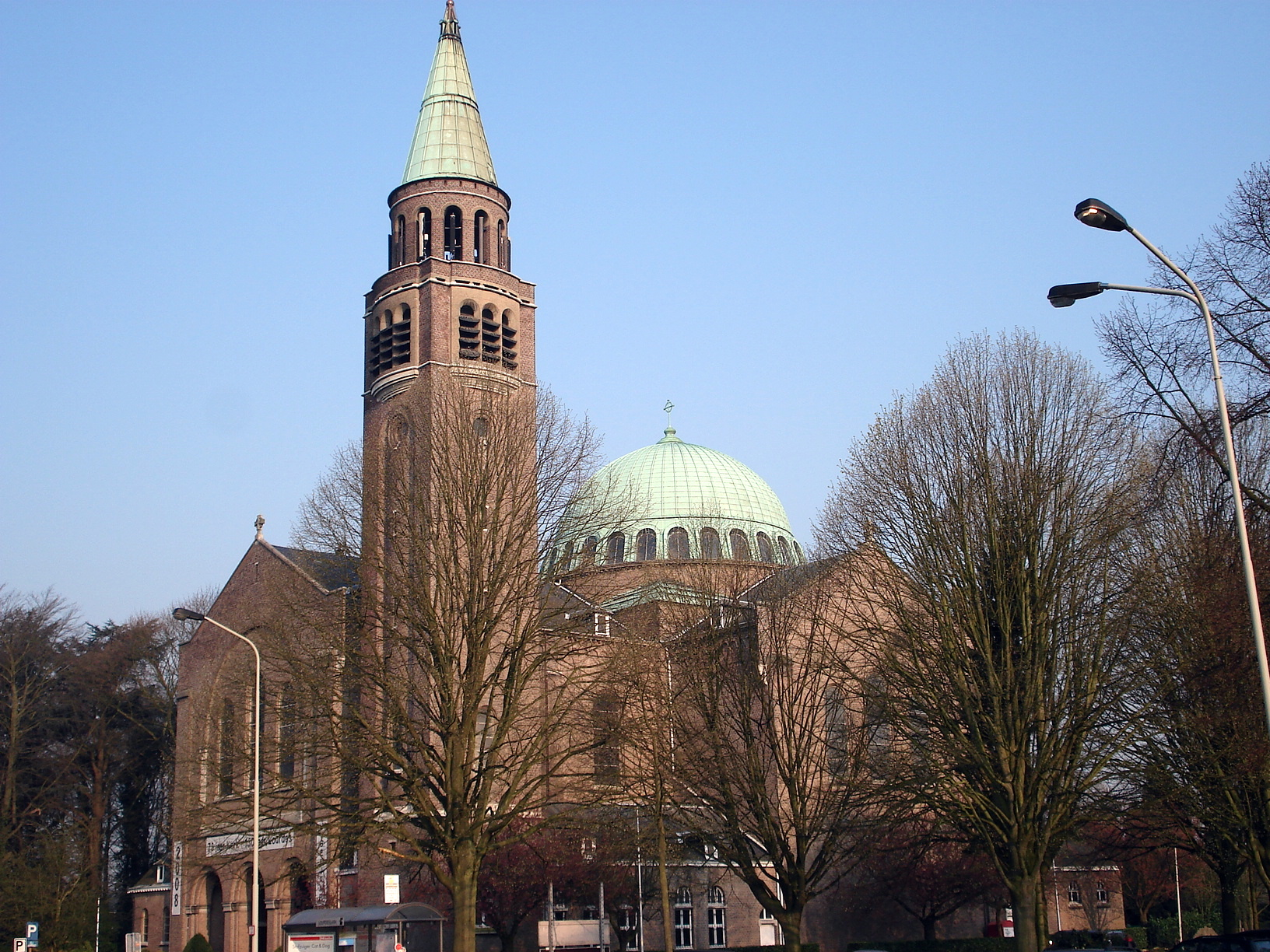
Basílica Nuestra Señora de Lourdes, en Edegem

La diócesis tiene 2570 km² y extiende su jurisdicción sobre los fieles católicos de rito latino residentes en la provincia de Amberes, a excepción de ocho comunas que pertenecen a la arquidiócesis de Malinas-Bruselas y una que pertenece a la diócesis de Gante.

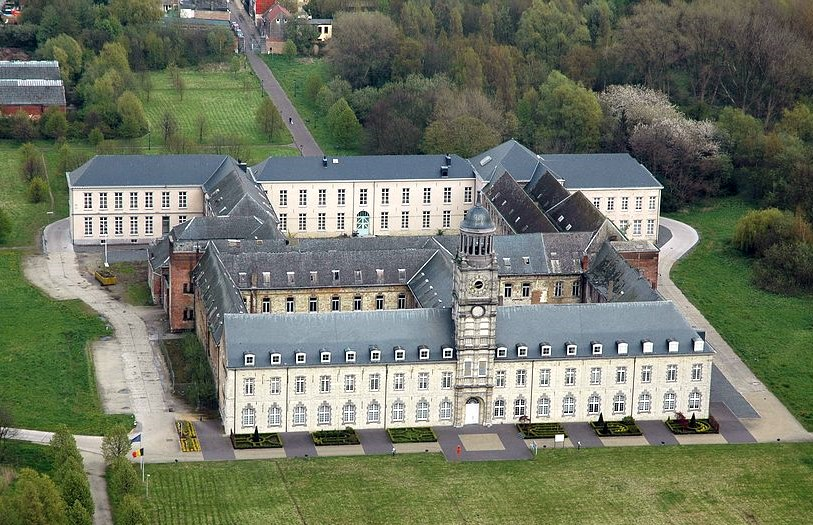
Exabadía cistercense de Saint-Bernard-sur-l'Escaut, en Hemiksem

La sede de la diócesis se encuentra en la ciudad de Amberes, en donde se halla la Catedral de Nuestra Señora. En el territorio diocesano se encuentran otras dos basílicas menores: Nuestra Señora de Lourdes, en Edegem; y del Sagrado Corazón, en Berchem.
En 2020 en la diócesis existían 290 parroquias agrupadas en dos vicariatos (Amberes y Kempen) y siete decanatos.

## Historia
Con la llegada del rey Felipe II se pudo comenzar la redefinición de la geografía eclesiástica de las posesiones españolas en los Países Bajos, ya discutida en las décadas anteriores. Una comisión especial redactó un extenso informe, acompañado de mapas geográficos, sobre la oportunidad de iniciar un programa de fundación de nuevas diócesis que, en el contexto de la Contrarreforma, favoreciera una intensificación de la vigilancia pastoral, con miras a poner detener la corrupción y la decadencia moral en el clero, y al mismo tiempo podría limitar el progreso de las ideas teológicas de los reformadores alemanes y suizos.
El 12 de mayo de 1559, con la bula Super universas, el papa Paulo IV erigió catorce nuevas diócesis, entre ellas la de Amberes, que, junto con las cuatro preexistentes, formaban tres nuevas provincias eclesiásticas, a saber, Cambrai, Utrecht y Malinas.
Sin embargo, la bula Super universas no definía los límites de las diócesis, no establecía el número de parroquias y sobre todo no preveía los medios de subsistencia de las mensas episcopales. Una comisión encargada de estudiar estos aspectos trabajó durante más de dos años, y recién el 11 de marzo de 1561 se publicó la bula Ex iniuncto nobis del papa Pío IV, que finalmente dio fisonomía territorial a la diócesis de Amberes. La nueva diócesis de Amberes, convertida en sufragánea de Malinas, estaba formada por el arcedianato de Amberes, que había pertenecido a la arquidiócesis de Cambrai, y el arcedianato de Carpine, que formaba parte de la diócesis de Lieja. Para mantener la diócesis, se concedió a la mensa episcopal la abadía de San Bernardo en el Escaut de Hemiksem.
Un canónigo de Bruselas, Philippe Negri, originario de Boulogne-sur-Mer, fue nombrado primer obispo de la nueva diócesis, pero murió el 4 de enero de 1563, antes de recibir la consagración episcopal. La erección de estas nuevas diócesis provocó una viva reacción de todos aquellos que vieron en ello el primer paso hacia la introducción de la Inquisición española en Bélgica. Esto retrasó el nombramiento de los obispos subsiguientes de Amberes y provocó varios años de vacancia en la incipiente diócesis.
Con el obispo Frans van de Velde (1570-1576) se produjo la primera organización territorial de la diócesis, formada por un arciprestazgo en Amberes y seis decanatos rurales: Amberes, Lierre, Herentals, Hoogstraten, Breda y Bergen op Zoom. Van de Velde también convocó dos sínodos diocesanos, en 1571 y 1576, para introducir la reforma tridentina en la diócesis, y escribió en flamenco una instrucción pastoral para los párrocos sobre cómo administrar los sacramentos.
Después de otros diez años de vacante, debido a que la ciudad de Amberes estaba ocupada por los calvinistas, se nombró obispo a Laevinus Torrentius (1586-1595), quien trató de reconciliar a las partes y devolvió al catolicismo a muchos fieles; sobre todo instituyó escuelas de catecismo, encomendadas a los jesuitas, que las autoridades civiles de Amberes hicieron obligatorias.
En 1605 el obispo Jean Miraeus inauguró el seminario episcopal de Amberes, confiado a los jesuitas. Este obispo, así como su sucesor Johannes Malderus (1611-1633), tuvo que trabajar duro para contrarrestar la afirmación de las ideas calvinistas en su propia diócesis, especialmente en los decanatos del norte, Breda y Bergen op Zoom, que después de 1648 pasaron a ser definitivamente parte de las Provincias Unidas de los Países Bajos.
El último obispo fue Corneille-François Nelis (1785-1798), quien, ante la segunda invasión francesa de Bélgica en 1794, abandonó la ciudad y la diócesis y nunca más volvió; murió en Camaldoli en Toscana en 1798.
La diócesis de Amberes fue suprimida luego del concordato con la bula Qui Christi Domini del papa Pío VII del 29 de noviembre de 1801 y su territorio se incorporó al de la arquidiócesis de Malinas, a excepción de los decanatos de Breda y Bergen op Zoom, que en 1803 fueron erigidos como vicariato apostólico. Cuando se restableció la jerarquía episcopal en Holanda en 1853, estos dos decanatos formaron la nueva diócesis de Breda.
El 8 de diciembre de 1961 se restableció la diócesis de Amberes con la bula Christi Ecclesia del papa Juan XXIII con territorio derivado del de la arquidiócesis de Malinas.
El 31 de mayo de 1965, con la bula Cathedralium ecclesiarum del papa Pablo VI, se restableció el cabildo de la catedral.
El 30 de noviembre de 1977 dos parroquias de la arquidiócesis de Malinas-Bruselas, Konings-Hooikt y Peulis, fueron anexadas a la diócesis de Amberes.

## Estadísticas
Según el Anuario Pontificio 2021 la diócesis tenía a fines de 2020 un total de 1 215 000 fieles bautizados.
| Año                                                                             | Población            | Población | Población      | Sacerdotes | Sacerdotes    | Sacerdotes    | Bautizados por sacerdote | Diáconos permanentes | Religiosos | Religiosos | Parroquias |
| Año                                                                             | Bautizados católicos | Total     | % de católicos | Total      | Clero secular | Clero regular | Bautizados por sacerdote | Diáconos permanentes | Varones    | Mujeres    | Parroquias |
| ------------------------------------------------------------------------------- | -------------------- | --------- | -------------- | ---------- | ------------- | ------------- | ------------------------ | -------------------- | ---------- | ---------- | ---------- |
| 1970                                                                            | 1 200 000            | 1 330 506 | 90.2           | 1107       | 1107          |               | 1084                     |                      |            | 5336       | 306        |
| 1980                                                                            | 1 228 726            | 1 370 875 | 89.6           | 1591       | 919           | 672           | 772                      | 10                   | 908        | 4462       | 317        |
| 1990                                                                            | 1 318 521            | 1 390 027 | 94.9           | 1260       | 701           | 559           | 1046                     | 37                   | 739        | 3453       | 320        |
| 1999                                                                            | 1 302 160            | 1 433 845 | 90.8           | 1023       | 520           | 503           | 1272                     | 61                   | 623        | 2582       | 318        |
| 2000                                                                            | 1 301 088            | 1 436 482 | 90.6           | 1011       | 519           | 492           | 1286                     | 62                   | 611        | 2483       | 316        |
| 2001                                                                            | 1 283 503            | 1 433 174 | 89.6           | 1019       | 506           | 513           | 1259                     | 65                   | 629        | 2385       | 316        |
| 2002                                                                            | 1 281 722            | 1 440 672 | 89.0           | 961        | 468           | 493           | 1333                     | 65                   | 600        | 2296       | 316        |
| 2003                                                                            | 1 280 563            | 1 446 757 | 88.5           | 908        | 447           | 461           | 1410                     | 68                   | 560        | 2204       | 313        |
| 2004                                                                            | 1 281 702            | 1 454 396 | 88.1           | 891        | 426           | 465           | 1438                     | 73                   | 562        | 2137       | 317        |
| 2006                                                                            | 1 289 847            | 1 468 265 | 87.8           | 839        | 394           | 445           | 1537                     | 77                   | 526        | 1927       | 310        |
| 2012                                                                            | 1 265 000            | 1 536 000 | 82.4           | 626        | 293           | 333           | 2020                     | 73                   | 405        | 1387       | 301        |
| 2015                                                                            | 1 208 000            | 1 566 000 | 77.1           | 552        | 242           | 310           | 2188                     | 72                   | 379        | 1147       | 297        |
| 2018                                                                            | 1 218 800            | 1 579 330 | 77.2           | 485        | 208           | 277           | 2512                     | 76                   | 324        | 926        | 291        |
| 2020                                                                            | 1 215 000            | 1 586 590 | 76.6           | 429        | 196           | 233           | 2832                     | 75                   | 233        | 611        | 290        |
| Fuente: Catholic-Hierarchy, que a su vez toma los datos del Anuario Pontificio. |                      |           |                |            |               |               |                          |                      |            |            |            |

## Episcopologio
- Philippe Negri † (10 de marzo de 1561-4 de enero de 1563 falleció)
  - Sede vacante (1563-1569)
- Frans van de Velde † (13 de marzo de 1570-29 de junio de 1576 falleció)
  - Sede vacante (1576-1586)
- Laevinus Torrentius (Liévin van der Beken) † (27 de octubre de 1586-26 de abril de 1595 falleció)
- Guillaume de Berghes † (14 de abril de 1597-9 de abril de 1601 nombrado arzobispo de Cambrai)
  - Sede vacante (1601-1604)
- Jean Miraeus (Le Mire) † (15 de marzo de 1604-12 de enero de 1611 falleció)
- Jan van Malderen † (25 de mayo de 1611-21 de octubre de 1633 falleció)
- Gaspard van den Bosch † (12 de febrero de 1635-27 de noviembre de 1651 nombrado arzobispo de Cambrai)
- Marius Ambrosius Capello, O.P. † (6 de julio de 1654-4 de octubre de 1676 falleció)
- Aubert van den Eede † (13 de septiembre de 1677-6 de noviembre de 1678 falleció)
- Jean-Ferdinand de Beughem † (25 de septiembre de 1679-19 de mayo de 1699 falleció)
- Reginaldus Cools, O.P. † (10 de mayo de 1700-2 de diciembre de 1706 falleció)
- Peter Josef von Franken-Siersdorf † (15 de diciembre de 1710-19 de octubre de 1727 falleció)
- Charles d'Espinoza, O.F.M.Cap. † (14 de junio de 1728-31 de agosto de 1742 falleció)
- Guillaume-Philippe de Herzelles † (11 de marzo de 1743-2 de septiembre de 1744 falleció)
- Joseph-Anselme-François Weerbrouck † (17 de enero de 1746-24 de diciembre de 1747 falleció)
- Dominikus de Gentis (Wilhelm Philipp Gentis), O.P. † (5 de mayo de 1749-5 de julio de 1758 falleció)
- Henri-Gabriel van Gameren † (4 de abril de 1759-26 de enero de 1775 falleció)
- Jacques-Thomas-Joseph Wellens † (15 de julio de 1776-30 de enero de 1784 falleció)
- Corneille-François Nelis † (14 de febrero de 1785-21 de agosto de 1798 falleció)
  - Sede suprimida (1801-1961)
- Jules Victor Daem † (5 de abril de 1962-4 de noviembre de 1977 retirado)
- Godfried Danneels † (4 de noviembre de 1977-19 de diciembre de 1979 nombrado arzobispo de Malinas-Bruselas)
- Paul Van den Berghe (3 de julio de 1980-28 de octubre de 2008 retirado)
- Johan Jozef Bonny, desde el 28 de octubre de 2008